# Goodbye Blue and White
Goodbye Blue and White è un album di rarità del gruppo ska punk statunitense Less Than Jake. Contiene canzoni di tutta la loro carriera, materiali inediti, cover rare, prese soprattutto dai loro numerosi 7". L'album, originariamente pubblicato dalla No Idea, è stato successivamente ripubblicato dalla Fueled by Ramen, etichetta del batterista del gruppo, Vinnie Fiorello, con alcune differenze nella lista tracce e nell'ordine.
Il nome del disco è un tributo del primo furgoncino usato dai Less Than Jake per i tour. The Blue and White è sopravvissuto a gran parte dei primi anni del gruppo, finché non si è rotto durante il viaggio verso una convention sui Pez, dolci di cui il gruppo è appassionato. La band ha realizzato nuovo materiale e realizzato questo raro album dedicato all'automobile. Il libretto del disco mostra foto dei Less Than Jake nel van durante i primi anni di attività.

## Lista tracce nella versione No Idea
1. Modern World – 2:05
2. Losing Streak – 1:58
3. Mixology of Tom Collins – 2:09
4. I Think I Love You – 2:06
5. Son of Dick – 1:30
6. Teenager in Love – 1:35
7. Freeze Frame – 2:31
8. Your Love – 1:29
9. Hamburger Hop – 0:51
10. Scott Farcas Takes It On The Chin [7" Version] – 2:47
11. Descant – 1:50
12. The Reflex – 3:16
13. Evil Has No Boundaries – 2:10
14. Antichrist – 1:43
15. Cheese (formally known as Richard Allen George... No, It's Just Cheez)– 1:23
16. Mississippi Mud – 0:26
17. Grandma Got Run Over by a Reindeer – 2:08
18. Rock-n-Roll Pizzeria – 1:56
19. We're Not Gonna Take It – 1:48
20. How's My Driving Doug Hastings? (live) – 1:31
21. Johnny Quest Thinks We're Sellouts (live) – 3:17
22. Sugar in Your Gas Tank (live) – 2:04
23. Laverne and Shirley (live) – 0:53
24. KROQ Song – 0:23

## Lista tracce nella versione Fueled By Ramen
1. I Think I Love You – 2:04
2. Losing Streak – 1:56
3. Mixology of Tom Collins – 2:06
4. Modern World – 2:03
5. Yo-Yo Ninja Boy – 1:05
6. Dopeman (Remix) – 2:32
7. Rock-N-Roll Pizzeria [7" Version] – 1:54
8. We're Not Gonna Take It – 1:46
9. Son of Dick – 1:28
10. Teenager in Love – 1:32
11. Freeze Frame – 2:29
12. Your Love – 1:27
13. Scott Farcas Takes It on the Chin [7" Version] – 2:45
14. Descant – 1:48
15. Evil Has No Boundaries – 2:08
16. Anti-Christ – 1:41
17. Cheez [7" Version] – 1:21
18. Mississippi Mud – 0:24
19. Hamburger Hop – 0:49
20. Kroq Song – 0:23